# Debelt, Burgas
Debelt (în bulgară Дебелт) este un sat în comuna Sredeț, regiunea Burgas,  Bulgaria. 

## Demografie
Componența etnică a satului Debelt
     Romi (3,17%)
     Turci (1,13%)
     Bulgari (47,41%)
     Nicio identificare (47,95%)
     Altele (0,32%)
La recensământul din 2011, populația satului Debelt era de 1.858 locuitori. Nu există o etnie majoritară, locuitorii fiind bulgari (47,41%), romi (3,17%) și turci (1,13%). Pentru 47,95% din locuitori nu este cunoscută apartenența etnică.